# Історія освоєння мінеральних ресурсів Аргентини

Корінні жителі Аргентини добували золото та срібло на північному сході країни задовго до її завоювання у XVI ст. Завойовники-європейці організовують видобуток дорогоцінних металів на родовищах Капільїтас, Фаматіна, Кулампаха, Серро-Бахо. З XVII ст. відомі природні нафтопрояви, але видобуток нафти починається тільки в 1865 р. в провінції Жужуй, причому в кінці XIX ст. нафтовидобуток в країні значно активізується. З другої половини XIX ст. видобувають руди міді та свинцю (родовища Капільїтас, Фаматіна, Гуалілан, Парамільос-де-Успальята, Ель-Тонталь та ін.). На початку XX ст. починають видобувати руди ванадію, олова, вольфрам у, борати, мармур, граніти, гіпс, слюду, кам'яну сіль та інші. У 1907 відкрите велике родовище нафти Комодоро-Рівадавія (провінція Чубут) та заснована перша в Аргентині та Латинській Америці державна нафтова компанія. Видобуток газу розпочато в 1922 р., вугілля — в 1939 р.
У кінці XX ст. розвідані родовища нафти, газу, вугілля, руд урану, міді, свинцю, цинку, берилію, вольфрам у, молібдену, золота, срібла, заліза, мангану, олова, калійних солей, бариту, плавикового шпату.
На межі XX -XXI ст. в країні видобували нафту і газ, енергетичне та коксівне вугілля, руди урану, заліза, вольфрам у, міді, свинцю, цинку, олова, золота, срібла, берилію, а також неметалічні корисні копалини. Основна частина родовищ, що розробляються, зосереджена в гірських районах Аргентини. У 2005 р. частка гірничого сектора в загальному експорті продукції становить 4,5 %.
Підготовку кадрів гірничо-геологічного профілю здійснюють в університетах Буенос-Айреса, Мендоси, Баїя-Бланки, Тукумана, а також у Вищій школі інженерів-нафтовиків при університеті м. Мендоса, в Нафтовому інституті компанії «YPF» в Буенос-Айресі, в Інституті геології та гірничої справи і в Школі гірничої справи провінції Жужуй.